# Gimle-kongressen
Gimle-kongressen er navnet på den danske arbejderbevægelses første kongres som blev afholdt 1876.